# Hans Raes
Hans Raes (Beernem, 25 oktober 1947 - aldaar, 1 oktober 2013) was een Belgisch syndicalist voor het ABVV.

## Levensloop
Raes was van opleiding sociaal assistent. In 1969 ging hij aan de slag bij het ABVV regio Brugge op de dienst arbeidsrecht. In 1972 ging hij aan de slag op de vormingsdienst van de Algemene Centrale (AC). Vervolgens werd hij in 1988 nationaal secretaris en vier jaar later algemeen secretaris van deze vakcentrale. In 1995 volgde hij Michel Nollet op als voorzitter van de AC. Na een ziekte zette Raes een stap terug als voorzitter en werd opnieuw nationaal secretaris.
Door middel van een lange staking in de bioscopen slaagde hij er onder meer in om de grondslag te leggen van de nationale cao's in deze sector.